# الكرنك
الكرنك أو مجمع معابد الكرنك الذي يُشتهر باسم معبد الكرنك هو مجموعة من المعابد والبنايات والأعمدة، حيث استمرت عمليات التوسع والبناء منذ العصر الفرعوني وتحديدًا ملوك الدولة الوسطي حتى العصر الروماني في الأقصر في مصر على الشط الشرقي. المعبد بُنى للثالوث الإلهي أمون (أمون رع في العصر الحديث)، زوجته الالهة موت وابنهم الاله خونسو؛ ولكل منهم معبد تابع لمجمع معابد الكرنك. أحياناً يقتصر اهتمام السياح وغير المتخصصين بمعبد الكرنك، التابع لأمون آى أمون رع.

## التسمية
سُمّي المعبد بهذا الاسم نسبة لمدينة الكرنك وهو اسم حديث محوّر عن الكلمة العربية خورنق وتعني القرية المحصنة والتي كانت قد أُطلقت على العديد من المعابد بالمنطقة خلال هذه الفترة.
بينما عرف المعبد في البداية باسم «بر امون» أي معبد آمون أو بيت آمون، وخلال عصر الدولة الوسطى أطلق عليه اسم إبت سوت والذي يعني الأكثر اختيارًا من الأماكن (ترجمت أحيانًا إلى البقعة المختارة) وقد عثر على هذا الاسم على جدران مقصورة سنوسرت الأول في البيلون الثالث. كذلك عُرف المعبد بالعديد من الأسماء منها نيسوت-توا أي عرش الدولتين وإبيت إيسيت أي المقر الأروع.
كان لتسمية المعبد بتلك الأسماء علاقة مع الاعتقاد المصري القديم بأن طيبة كانت أول مدينة تأسست على التلة البدائية التي ارتفعت عن مياه الفوضى في بداية تكوين الأرض. في ذلك الوقت وقف الإله أتوم (أحيانًا الإله بتاح) على التلة لبدء صنع الخلق. كذلك كان يُعتقد أن موقع المعبد هو هذه الأرض وتم رفع المعبد في هذه البقعة لهذا السبب. كذلك اُعتقد بأن الكرنك كان مرصدًا عريقًا، فضلا عن كونه مكانًا للعبادة حيث يتفاعل الإله آمون مباشرةً مع أهل الأرض.
كانت هناك عادة متبعة وهي حشو الصروح أو المعابد ببقايا الحجارة مثل حور محب الذي ملأ الصروح الثلاثة التي بناها ببقايا أحجار معبد آتون الذي شيده أخناتون بعد أن هدمه حور محب، وكذلك أمنحوتب الثالث الذي ملأ صرحه الثالث بالعديد من الأحجار شملت أحجار مقصورة سنوسرت الأول من الدولة الوسطى وعدة أشياء أخرى.

## التاريخ

### الدولة الوسطى
مع وصول ملوك الأسرة الحادية عشر إلى حكم كامل مصر، كانت الكرنك تعدّ بالفعل أرضًا مقدسة، فيبدو ان شكلاً من أشكال عبادة الإله أمون قد أخد من بقعة الكرنك مكانًا لها قبل توحيد البلاد، الذي كانت لها أثر مباشر في زيادة قوة وثروة آمون ودمجه تدريجيًا مع إله الشمس رع. يعد المصلى الأبيض لسنوسرت الأول ومحكمة المملكة الوسطى هي أقدم بقايا المباني داخل منطقة المعبد. بدأ سونسرت الأول البناء في الفترة 1971 ق.م حتى 1926 ق.م، وقد استخدم الحجر الجيري في البناء.

### الدولة الحديثة
كان عصر الدولة الحديثة هو العصر الذهبي للكرنك، بسبب أن ملوك الأسرة الثامنة عشر وهي أول أسرة في الدولة الحديثة أهتموا بعبادة آمون بعد أن دُمج مع رع فأصبح آمون رع، وعبدوه كإله الحرب وبما أن الأسرة الثامنة عشر والتاسعة عشر اشتهرتا بالتوسعات العسكرية فكان لابد من الاهتمام بمعبده لأخذ البركة منه في حروبهم، وكان أمنحوتب الأول هو أول من فكر ببناء معبد لآمون رع في تلك البقعة والتي كانت نفس البقعة التي بُني عليها المعبد القديم في عصر الدولة الوسطي، ثم تلاه تحتمس الأول وأقام الصرحين الرابع والخامس ومسلتين من الجرانيت الأحمر لا تزال أحداهما قائمة حتى الآن وكذلك صالة الأعمدة، ثم تلته الملكة حتشبسوت والتي حكمت ل23 عاماً وشيدت الصرح الثامن والمسلتين المشهورتين لاتزال أحداهما قائمه ويتعدى طولها 29 متراُ وقامت ببناء بعض المقاصير أيضا، وتلاها الملك تحتمس الثالث والذي شيد بعض المقاصير وأحاط مسلتي حتشبسوت ببناء من الطوب اللبن لا تزال بقاياه موجودة وكذلك لا تزال هناك علامات بالمسلة القائمة علي وجوده، كذلك شيد الصرحين الرابع والخامس وصالتي الحوليات، وتلاه أمنحوتب الثالث والذي شيد الصرح الثالث وأيضاَ صفي الأعمدة العملاقة في صالة الاحتفالات، وتلاه أخناتون وهو أول فرعون موحد والذي نادي بعبادة آتون ورمز له بقرص الشمس وبني له معبداً بالكرنك ولكنه لم يدم إذ سرعان ما هدمه حور محب تحت تأثير نفوذ الكهنة، وجاء الملك حور محب والذي حاول استرضاء الكهنة فأقام الصرح الثاني والتاسع والعاشر.

### التطورات النهائية
قام التطور الجديد من قبل هيئة الأثار بترميم جميع الأجزاء المتناثرة من جميع المعابد بداخل الكرنك وتطوير المنطقة الأمامية لها من مساحة شاسعه لتعطي مظهر جمالي أمام واجهه المعابد ولأخذ الصور لواجهة المعابد كامل وعدة استراحات لزوار. كم يعد الصوت والضوء من أجمل ما يجعل الأثر يتكلم ويكشف ما لايري بدقة بالعين المجردة ليلا.

### الصروح العشرة للكرنك
يتكون الكرنك من عشرة صروح مع بعضها تشكل المعبد كوحدة واحدة، بناها فراعنة وملوك تعاقبوا علي حكم مصر لمئات السنين، وتشمل الصروح العشرة:

#### الصرح الأول
هو المدخل الرئيسي للمعبد والأخير زمنياً وهو أحد المداخل الثمانية للمعبد والذي بُني باتجاه الغرب، ويعتقد الأثريين أن هذا السور قد بناه الملك نختنبو من ملوك الأسرة الثلاثين والأخيرة في التاريخ المصري القديم.

#### الصرح الثاني
شيد الصرح الثاني الملك حور محب والملك رمسيس الأول وسجل عليهِ اسمه رمسيس الثاني، واضيفت اليه إضافات من عهد يورجتيس الثاني وهو بطليموس السادس، وكان طوله 97م وارتفاعه 29م وسمكه 14م. وفي عام 1954م عثر بالقرب منه على تمثال ضخم للملك باي نجم ابن بعنخي، من ملوك الأسرة الحادية والعشرين ويعتقد ان الملك باي نجم الأول اغتصبهُ من الملك رمسيس الثاني، وقد سجل رمسيس السادس اسمه على القاعدة، والتمثال يمثل الملك رمسيس الثاني واقفاً ممسكاً بيديهِ الرموز الملكية ولابساً التاج المزدوج، وقد وقفت أمام ساقيه ابنته «بنت عنات» ويبلغ ارتفاع التمثال 260سم بالتاج وهو منحوت من صخر حجر الجرانيت الوردي. والتمثال قائم الآن على يسار الداخل للصرح الثاني وقد عثر أيضا بالقرب من هذا الصرح على لوحة الملك كامس الخامس الشهيرة.
وفي مقدمة الصرح الثاني طنف (سقفية توصل إلى المدخل) ترجع إلى عهد الملك طهرقا وجددها الملك بسماتيك الثاني ونسبها إلى نفسه.

#### الصرح الثالث
وهو الذي أنشأه الملك أمنحوتب الثالث، وهو الآن مهدم

#### الصرح الرابع
شيده الملك تحتمس الأول

#### الصرح الخامس
شيده الملك تحتمس الأول

#### الصرح السادس
شيده الملك تحتمس الثالث غرباُ، وهو أصغر الصروح العشرة جميعاُ، ويُعد بوصلة حيث أنه عبارة عن عمود من الجرانيت الشمالي منقوش علي قمته زهرة اللوتس والتي كانت تنبت في الوجه البحري والآخر والمقابل له الجنوبي منقوش عليه نبات البردي والذي كان ينبت في الوجه القبلي.

#### الصرح السابع
شيده الملك تحتمس الثالث جنوباُ

#### الصرح الثامن
شيدته الملكة حتشبسوت

#### الصرح التاسع
شيده الملك حور محب

#### الصرح العاشر

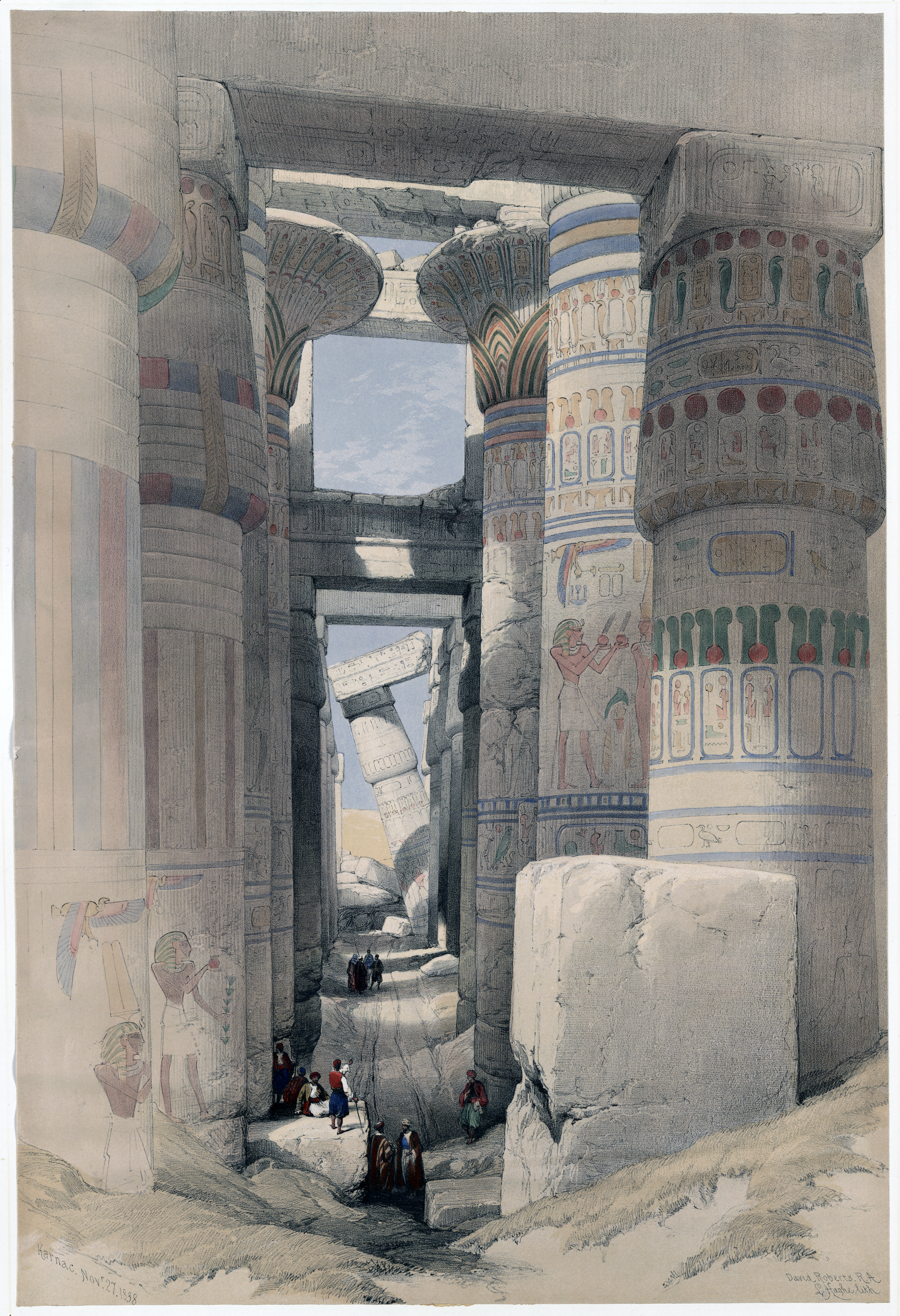
معبد الكرنك: الدروم أو محكمة المعبد الأولى. طبعة حجرية ملونة للكرنك، رُسمت عام 1838 ونُشرت بين أعوام 1846 و1849.

شيده الملك حور محب

## وصلات خارجية
- صور لمعبد الكرنك
- المركز المصري الفرنسى لدراسة معابد الكرنك
- قائمة بالمواقع السياحية وشركات السياحة بمصر
- فري-وب الكرنك 3د:: مارك ماتوس 2008 في إسبول